# Burrweiler
Burrweiler település Németországban, Rajna-vidék-Pfalz tartományban. Lakosainak száma 763 fő (2023. december 31.).

## Népesség
A település népességének változása:
| Lakosok száma | 847  | 814  | 811  | 785  | 781  | 763  |
|               | 1975 | 2017 | 2019 | 2021 | 2022 | 2023 |